# سنديان طروادي
السنديان الطروادي أو سنديان مقدوني نوع نباتي شجري من جنس السنديان من الفصيلة الزانية.

## الموئل والانتشار
ينتشر هذا النوع في مناطق شمال شرق حوض البحر الأبيض المتوسط في تركيا واليونان وألبانيا وإيطاليا.